# Wolfgang Templin

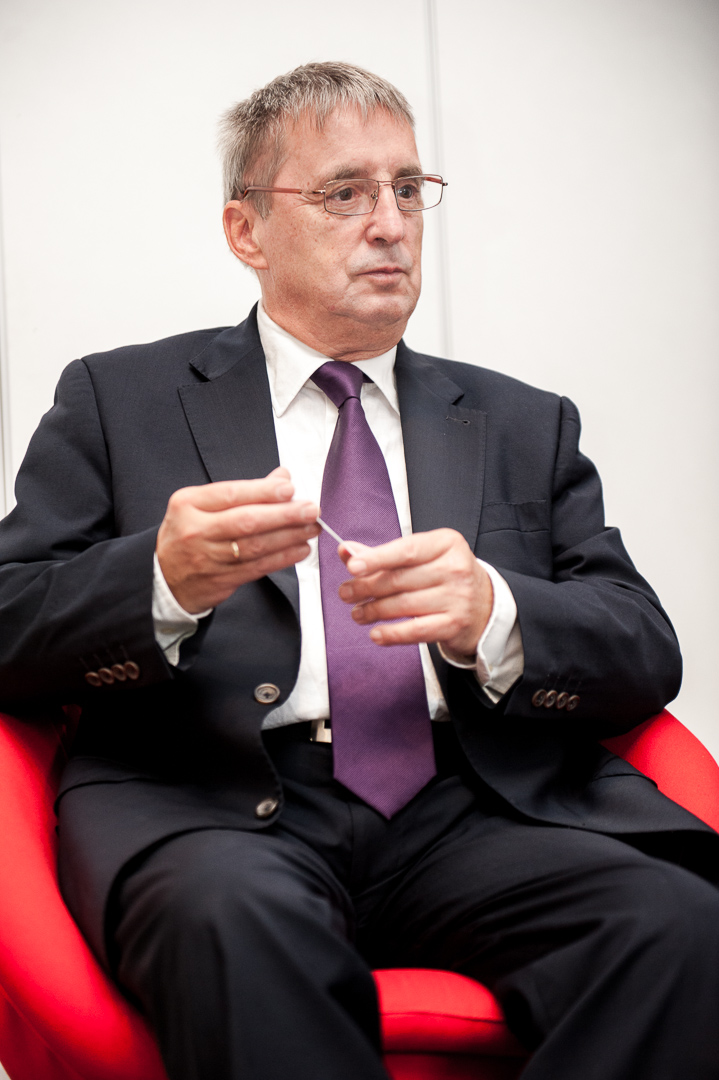
Wolfgang Templin i Warszawa, 2013.

Wolfgang Templin, född 25 november 1948 i Jena, Tyskland, är en författare och människorättsaktivist. Han var en av de ledande oppositionella i Östtyskland. Han förlorade sitt arbete, fängslades och blev stämplad som "statsfiende". Den östtyska säkerhetstjänsten Stasi hade omkring 12 000 sidor i sin akt om honom och hans fru. Han tillhörde tidigare det tyska gröna partiet Bündnis 90/Die Grünen.